# フアン・フェルナンド・キンテロ
フアン・フェルナンド・キンテーロ・パニアグア（Juan Fernando Quintero Paniagua, 1993年1月18日 - ）は、コロンビア・メデジン出身のサッカー選手。ラシン所属。コロンビア代表。ポジションはミッドフィールダー。

## クラブ経歴
2009年にコロンビアのエンビガドFCでプロキャリアをスタートさせた。2011年にアトレティコ・ナシオナルに移籍した。2012年の夏、イタリアのインテルなども獲得に乗り出していたが、デルフィーノ・ペスカーラ1936に移籍した。
2013年7月、FCポルトに移籍決定。契約は4年契約。2015年8月31日からリーグ・アンのスタッド・レンヌに期限付き移籍したが、翌年4月19日にローンを打ち切りポルトに復帰した。
2016年9月13日、母国コロンビアのインデペンディエンテ・メデジンに1年間のレンタルで移籍した。
2018年1月よりアルゼンチンのリーベルにレンタル移籍、コパ・リベルタドーレスではライバルチームである、ボカとの決勝第2戦、延長に突入した109分に2-1とリードするゴールを決めると、これが決勝ゴールとなり、リーベルに最大のライバルチームを下しての、4度目となるコパ・リベルタドーレス優勝に貢献した。
2021年1月にジョルディ・クライフの率いる中国超級リーグの深圳市足球倶楽部に移籍した。給与が高いこともあり「守銭奴」と非難されたが、金銭が目当てではないと反論した。
2023年1月13日、アトレティコ・ジュニオールに移籍した。
2024年7月16日、コパ・アメリカ2024にて６試合で18ゴールを決め優勝へ貢献した

## 代表経歴
2012年にブラジル・ワールドカップ南米予選にコロンビア代表として初招集された際は出場機会はなかったが、同年に行われたカメルーンとの親善試合でフル代表デビューを飾った。
2013年に南米ユース選手権に出場し、5得点を記録しチームの優勝に貢献した。2013 FIFA U-20ワールドカップでは3得点を記録。2016年にはリオデジャネイロオリンピックへ向けたメンバーに選出された。
2014 FIFAワールドカップで代表メンバー入り、グループリーグのコートジボワール戦で途中出場し、フル代表初ゴールを決めた。
2018 FIFAワールドカップのグループリーグ初戦の日本戦でハメス・ロドリゲスのコンディション不良に伴い先発出場し、同点となる低い弾道の直接フリーキックを決めたが、試合は敗れた。またポーランド戦、セネガル戦でもアシストを決めるなど、ハメスの負傷の中で4試合に出場しコロンビアの決勝トーナメント進出に貢献した。

## 代表歴

### 出場大会
- コロンビア代表
  - 2014 FIFAワールドカップ
  - 2018 FIFAワールドカップ

### 試合数
- 国際Aマッチ 33試合 4得点（2012年-）[10]

| コロンビア代表 | 国際Aマッチ | 国際Aマッチ |
| 年             | 出場        | 得点        |
| -------------- | ----------- | ----------- |
| 2012           | 1           | 0           |
| 2013           | 2           | 0           |
| 2014           | 8           | 1           |
| 2015           | 2           | 0           |
| 2016           | 0           | 0           |
| 2017           | 0           | 0           |
| 2018           | 10          | 2           |
| 2019           | 0           | 0           |
| 2020           | 0           | 0           |
| 2021           | 5           | 0           |
| 2022           | 4           | 1           |
| 2023           | 1           | 0           |
| 2024           |             |             |
| 通算           | 33          | 4           |

## タイトル

### クラブ
FCポルト
- スーペルタッサ・カンディド・デ・オリベイラ : 2013

リーベル・プレート
- スーペルコパ・アルヘンティーナ : 2017
- コパ・リベルタドーレス : 2018

### 代表
コロンビア代表
- 南米ユース選手権 : 2013

### 個人
- 南米ユース選手権MVP : 2013
- 2013 FIFA U-20ワールドカップ決勝トーナメント ベストゴール : 2013
- 南米年間ベストイレブンン : 2018